# Nanacamilpa de Mariano Arista
Nanacamilpa de Mariano Arista là một đô thị thuộc bang Tlaxcala, México. Năm 2005, dân số của đô thị này là 15672 người.